# Different Gear, Still Speeding Tour
Il Different Gear, Still Speeding Tour è stato un tour musicale del gruppo rock britannico Beady Eye, iniziato il 3 marzo 2011 a Glasgow e terminato il 12 agosto 2012 a Londra.

## Formazione
- Liam Gallagher - voce
- Gem Archer - chitarra
- Andy Bell - chitarra
- Jeff Wootton - basso
- Chris Sharrock - batteria, percussioni
- Matt Jones - tastiera, pianoforte

## Date
| Data              | Paese               | Città             | Sede                       |
| ----------------- | ------------------- | ----------------- | -------------------------- |
| 3 marzo 2011      | Regno Unito         | Glasgow           | Barrowland                 |
| 4 marzo 2011      | Regno Unito         | Glasgow           | Barrowland                 |
| 6 marzo 2011      | Regno Unito         | Manchester        | O2 Apollo                  |
| 7 marzo 2011      | Regno Unito         | Manchester        | O2 Apollo                  |
| 9 marzo 2011      | Regno Unito         | Londra            | Troxy                      |
| 10 marzo 2011     | Regno Unito         | Londra            | Troxy                      |
| 13 marzo 2011     | Francia             | Parigi            | Casino                     |
| 14 marzo 2011     | Germania            | Colonia           | Live Music Hall            |
| 16 marzo 2011     | Italia              | Milano            | Alcatraz                   |
| 18 marzo 2011     | Spagna              | Madrid            | La Riviera                 |
| 19 marzo 2011     | Francia             | Tolosa            | Bikini                     |
| 21 marzo 2011     | Paesi Bassi         | Amsterdam         | Paradiso                   |
| 22 marzo 2011     | Belgio              | Bruxelles         | Ancienne Belgique          |
| 25 marzo 2011     | Regno Unito         | Londra            | Royal Albert Hall          |
| 3 aprile 2011     | Regno Unito         | Londra            | O2 Academy                 |
| 11 aprile 2011    | Regno Unito         | Nottingham        | Rock City                  |
| 12 aprile 2011    | Regno Unito         | Liverpool         | Guild of Students          |
| 14 aprile 2011    | Irlanda             | Dublino           | Olympia Theatre            |
| 15 aprile 2011    | Irlanda             | Dublino           | Olympia Theatre            |
| 17 aprile 2011    | Regno Unito         | Belfast           | Ulster Hall                |
| 18 aprile 2011    | Regno Unito         | Edimburgo         | Corn Exchange              |
| 20 aprile 2011    | Regno Unito         | Newcastle         | O2 Academy                 |
| 21 aprile 2011    | Regno Unito         | Leeds             | O2 Academy                 |
| 23 aprile 2011    | Regno Unito         | Newport           | Centre                     |
| 24 aprile 2011    | Regno Unito         | Wolverhampton     | Civic Hall                 |
| 26 aprile 2011    | Regno Unito         | Southampton       | Guildhall                  |
| 27 aprile 2011    | Regno Unito         | Brighton          | Centre                     |
| 29 maggio 2011    | Danimarca           | Jelling           | Jelling Music Festival     |
| 30 maggio 2011    | Germania            | Amburgo           | Grosse Freiheit 36         |
| 2 giugno 2011     | Russia              | San Pietroburgo   | GlavClub                   |
| 4 giugno 2011     | Russia              | Mosca             | Milk                       |
| 8 giugno 2011     | Italia              | Firenze           | Saschall                   |
| 9 giugno 2011     | Italia              | Mestre            | Heineken Jammin' Festival  |
| 11 giugno 2011    | Francia             | Saint-Lô          | Festival Papillons de Nuit |
| 12 giugno 2011    | Regno Unito         | Isle of Wight     | Isle of Wight Festival     |
| 18 giugno 2011    | Stati Uniti         | Chicago           | Metro                      |
| 20 giugno 2011    | Canada              | Toronto           | Sound Academy              |
| 24 giugno 2011    | Stati Uniti         | New York          | Webster Hall               |
| 25 giugno 2011    | Stati Uniti         | Filadelfia        | Theater Of Living Art      |
| 30 giugno 2011    | Belgio              | Werchter          | Rock Werchter Festival     |
| 1º luglio 2011    | Francia             | Arras             | Main Square Festival       |
| 3 luglio 2011     | Francia             | Belfort           | Eurockeennes Festival      |
| 5 luglio 2011     | Regno Unito         | Londra            | iTunes Festival            |
| 7 luglio 2011     | Spagna              | Bilbao            | BBK Live Festival          |
| 10 luglio 2011    | Regno Unito         | Kinross           | T in the Park Festival     |
| 12 luglio 2011    | Regno Unito         | Londra            | Somerset House             |
| 14 luglio 2011    | Svezia              | Hultsfred         | Hultsfred Festival         |
| 16 luglio 2011    | Germania            | Berlino           | Melt Festival              |
| 17 luglio 2011    | Svizzera            | Berna             | Gurten Festival            |
| 13 agosto 2011    | Giappone            | Tokyo             | Summer Sonic Festival      |
| 14 agosto 2011    | Giappone            | Osaka             | Summer Sonic Festival      |
| 18 agosto 2011    | Austria             | Sankt Pölten      | Frequency Festival         |
| 26 agosto 2011    | Regno Unito         | Reading           | Reading Festival           |
| 27 agosto 2011    | Regno Unito         | Leeds             | Leeds Festival             |
| 3 settembre 2011  | Corea del Sud       | Seul              | AX Hall                    |
| 5 settembre 2011  | Giappone            | Tokyo             | Zepp                       |
| 6 settembre 2011  | Giappone            | Nagoya            | Zepp                       |
| 8 settembre 2011  | Giappone            | Osaka             | Zepp                       |
| 11 settembre 2011 | Giappone            | Tokyo             | Zepp                       |
| 12 settembre 2011 | Giappone            | Tokyo             | Zepp                       |
| 14 settembre 2011 | Taiwan              | Taipei            | Twinkle Rock Festival      |
| 16 settembre 2011 | Emirati Arabi Uniti | Abu Dhabi         | Flash Forum                |
| 7 ottobre 2011    | Italia              | Roma              | Atlantico                  |
| 8 ottobre 2011    | Italia              | Padova            | Gran Teatro Geox           |
| 10 ottobre 2011   | Germania            | Monaco di Baviera | Tonhalle                   |
| 11 ottobre 2011   | Svizzera            | Zurigo            | Volkshaus                  |
| 13 ottobre 2011   | Austria             | Vienna            | Gasometer                  |
| 14 ottobre 2011   | Germania            | Berlino           | Columbiahalle              |
| 16 ottobre 2011   | Danimarca           | Copenaghen        | Vega                       |
| 18 ottobre 2011   | Paesi Bassi         | Amsterdam         | Heineken Music Hall        |
| 31 ottobre 2011   | Messico             | Città del Messico | Teatro Caupolicán          |
| 2 novembre 2011   | Uruguay             | Montevideo        | Teatro de Verano           |
| 4 novembre 2011   | Argentina           | Buenos Aires      | Personal Festival          |
| 5 novembre 2011   | Brasile             | San Paolo         | Planeta Terra              |
| 7 novembre 2011   | Brasile             | Rio de Janeiro    | Circo Voador               |
| 29 novembre 2011  | Canada              | Vancouver         | Commodore Ballroom         |
| 30 novembre 2011  | Stati Uniti         | Seattle           | Showbox Market             |
| 2 dicembre 2011   | Stati Uniti         | San Francisco     | The Warfield               |
| 3 dicembre 2011   | Stati Uniti         | Los Angeles       | Wiltern Theater            |
| 5 dicembre 2011   | Stati Uniti         | Minneapolis       | First Avenue               |
| 6 dicembre 2011   | Stati Uniti         | Milwaukee         | The Rave Ballroom          |
| 8 dicembre 2011   | Stati Uniti         | Washington        | 9:30 Club                  |
| 9 dicembre 2011   | Stati Uniti         | New York          | Terminal 5                 |
| 10 dicembre 2011  | Stati Uniti         | Boston            | House of Blues             |
| 28 giugno 2012    | Regno Unito         | Warrington        | Parr Hall                  |
| 27 luglio 2012    | Giappone            | Niigata           | Fuji Rock Festival         |
| 12 agosto 2012    | Regno Unito         | Londra            | Olympic Stadium            |